# Jonathan Reis
Pour les articles homonymes, voir Reis et Jonathan.
Jonathan Jackson de Lima Reis, plus communément appelé Jonathan ou Jonathan Reis est un footballeur brésilien né le 6 juin 1989 à Contagem. Il évolue au poste d'avant-centre, et est actuellement sans club.

## Palmarès
- PSV Eindhoven
  - Champion des Pays-Bas en 2008

- Consadole Sapporo
  - Champion du Japon de J. League 2 en 2016